# مايكل أنجلو (شخصية خيالية)
مايكل أنجيلو (بالإنجليزية: Michelangelo)‏ ، ويختصر بـ(مايكي) Mikey أو مايك (Mike)، هو شخصية خيالية، والشخص الثالث لسلسلة سلاحف النينجا، كان خفيف الظل ونادراً ما يغضب، إلا أنه غلبه حب اللهو فترك التدريب، ويفضل لونه البرتقالي وسلاحه الننشاكو، كما أنه يحب مشاهدة التلفاز وقراءة المجلات الهزلية وركوب لوح التزلج ويحب الأكل وخاصة البيتزا ويحب قطه كلانك الذي ظهر لأول مرة في حلقة عيد الميلاد.
ظهر لأول مرة في مسلسل تلفزيوني سنة 1987م، وظهر للمرة الثانية سنة 2003 وفي سنة 2012 سيظهر على شاشة نيكولوديا الأمريكية، يعيش مع أصحابه في مدينة نيويورك .

## وصلات خارجية
- مايكل أنجلو على موقع ميوزك برينز (الإنجليزية)

- Michelangelo profile on official TMNT web site